# Bitwa morska pod Imbros

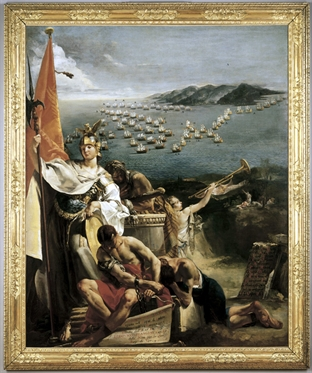
Obraz przedstawiający bitwę morską pod Imbros.

Bitwa morska pod Imbros – bitwa jaka miała miejsce 12, 13 i 16 czerwca 1717 podczas wojny wenecko-tureckiej 1714–1718.
Bitwa stoczona została w pobliżu wyspy Imbros na Morzu Egejskim. Było to nierozstrzygnięte starcie między flotą wenecką dowodzoną przez Flanginiego a flotą turecką.
Wenecjanie opuścili Korfu 10 maja 1717 z 25 liniowcami, a 18 maja dołączył do nich jeszcze jeden – „Gloria Veneta”. Około 24 maja skierowali się w kierunku Cieśniny Dardanelskiej i 8 czerwca zakotwiczyli w pobliżu wyspy Imbros.
10 czerwca o godzinie 9.00 okręty zwiadowcze doniosły, że Turcy opuścili Dardanele, mając 38 okrętów liniowych i 6 galiotów. Silne wiatry zniszczyły część weneckich okrętów, zmuszając całą flotę wenecką do ponownego zakotwiczenia. W ciężkich warunkach pogodowych panujących koło Imbros Flangini sformował linię ze sterburtą zwróconą w kierunku wyspy Thasos. W międzyczasie turecka flota zakotwiczyła tuż za Dardanelami.
Przez 2 dni Flangini usiłował osiągnąć korzystną pozycję, w końcu jednak dał za wygraną z powodu silnych wiatrów i jeszcze raz zakotwiczył 12 czerwca około 12.00, mając wyspę Imbros od strony zawietrznej. Gdy wiatr zmienił nagle kierunek na wschodnio-północno-wschodni, stojąca pod Dardanelami flota turecka podniosła kotwice i ruszyła. Z powodu obranego kursu Turcy dotarli do Wenecjan, zanim ci zdążyli sformować właściwą linię bojową. W takim wypadku Flangini uszykował swą flotę w dość przypadkowy sposób. O godzinie 15.30 rozpoczęła się walka weneckiej ariergardy. Osiem tureckich okrętów zaatakowało okręty „Colomba”, „Trionfo” (z zastępcą wodza floty – Diedo) i „San Lorenzo”. „Colomba” został trafiony przez 2 ogromne kamienne pociski, i mocno przeciekając, po godzinie opuścił linię walki. Wkrótce pozostałe okręty weneckie ruszyły swoim z pomocą i około 19.00 tureckie okręty wycofały się po tym, jak ich brander został zatopiony przez „Trionfo”. W awangardzie Wenecjanom szybko udało się sformować poprawną linię bojową. O około 17.00 zostali zaatakowani przez główną grupę floty tureckiej. Walka trwała do około 21.00. Nocą, mając wiele ciężkich uszkodzeń, Wenecjanie odpłynęli na zachód. Do tego wojska niemieckie zaokrętowane w pobliżu tonącego okrętu „Colomba” zbuntowały się. Straty Wenecjan wyniosły około 570 ludzi.
13 czerwca Wenecjanie byli blisko zachodniego końca wyspy Lemnos, Turcy byli natomiast na północ od niej. Flangini sformował linię bojową z kursem na sterburtę. Okręt „Colomba”, który miał być skierowany w kierunku strony zawietrznej, zastąpiony został przez okręt „Corona”. Przed wieczorem Turkom omal nie udało się odciąć okrętów „Trionfo” i „San Lorenzo”, które pozostały nieco z tyłu od reszty floty weneckiej. Flangini, spostrzegłszy niebezpieczeństwo, zareagował natychmiast, a zmiana wiatru na zachodni ustawiła go w pozycji nawietrznej. Turcy wycofali się, a tylko 2 ich okręty zdążyły otworzyć ogień.
14 czerwca Wenecjanie znaleźli się między wyspą Lemnos a Athos, natomiast Turcy znajdowali się na północno-północnym zachodzie od ich pozycji. Wenecjanie żeglowali na zachód, podczas gdy Turcy – na wschód.
15 czerwca Wenecjanie byli osłonięci przed wiatrem między Athos a Strati. Żeglowali powoli na północ, próbując złapać korzystny wiatr, lecz 16 czerwca na zawietrznej (północny wschód) pokazała się flota turecka. Flangini spróbował utworzyć linię bojową skierowaną w kierunku północno-północno-zachodnim, jednak niektóre okręty nie mogły utrzymać pozycji i sformowały linię zwróconą w kierunku wschodnio-południowo-wschodnim. Około 9.00 zaczęła się bitwa w awangardzie floty weneckiej i w ciągu 30 minut weszła do walki cała linia. Po 5 godzinach walki Turcy wycofali się, mając 6 okrętów ciężko uszkodzonych. Ponieważ Flangini nie wiedział o tym, nie próbował szukać korzystnego wiatru, by móc rozpocząć pościg. Zamiast tego wycofał się do Thermii. Wenecjanie stracili 840 ludzi, a łącznie w całej bitwie – 1390 ludzi.
22 czerwca Turcy zaatakowali weneckie okręty zwiadowcze. Flangini uformował linię bojową i Turcy wycofali się. Później, jeszcze tego samego dnia, zmarł wódz floty weneckiej – Flangini.